# Dubno (Słowacja)
Dubno (węg. Dobfenek) – wieś (obec) na Słowacji położona w kraju bańskobystrzyckim, w powiecie Rymawska Sobota. Pierwsze wzmianki o miejscowości pochodzą z roku 1427.
Według danych z dnia 31 grudnia 2012, wieś zamieszkiwały 154 osoby, w tym 91 kobiet i 63 mężczyzn.
W 2001 roku pod względem narodowości i przynależności etnicznej 2,9% mieszkańców stanowili Słowacy, a 97,1% Węgrzy.
W 2001 roku 97,1% mieszkańców było katolikami rzymskimi, a 0,72% ewangelikami.